# 조천읍 김응전 가옥
조천읍 김응전 가옥은 제주특별자치도 제주시 조천읍에 있는 가옥이다. 2015년 10월 28일 제주특별자치도의 향토유산 제20호로 지정되었다.

## 지정 사유
1800년대 초에 건축된 것으로 추정되는 가옥으로 해미현감을 지낸 김응전이 창건한 양반주거로서 특히, 별채를 통한 채의 분화과정, 가족 이외의 외부인 동거, 유교적 사상의 반영 등 제주 상류계층의 주거문화와 건축양식을 이해하는데 중요한 가치가 있다.